# Allison Shearmur
Allison Ivy Brecker, coniugata Shearmur (New York, 23 ottobre 1963 – Los Angeles, 19 gennaio 2018) è stata una produttrice cinematografica statunitense, nota per aver prodotto film come American Pie, Bourne, Hunger Games, Cenerentola, Rogue One: A Star Wars Story e Solo: A Star Wars Story.

## Biografia
Shearmur nacque, quartogenita, da Martin e Rhoda Brecker di origini ebraiche e frequentò la facoltà di giurisprudenza della Università della Pennsylvania e la Gould School of Law della Università della Carolina del Sud, diventando membro dello State Bar of California; mentre era all'università, partecipò a un concorso universitario e vinse il primo premio: un pranzo con Stanley Jaffe, dirigente della Columbia Pictures, il quale divenne suo mentore. Dopo la laurea, Shearmur venne assunta come manager nel dipartimento di sviluppo di commedie presso la Columbia Pictures, come vicepresidente, tra il 1994 e il 1997, della Disney e vicedirettrice della produzione agli Universal Studios.
In seguito, Shearmur lavorò per due anni alla Paramount Pictures come co-direttrice della produzione, dove è stata responsabile della produzione di film come Il curioso caso di Benjamin Button, Spiderwick - Le cronache, Stop-Loss, Zodiac, Dreamgirls, La tela di Carlotta, Super Nacho e A casa con i suoi. Nel 2008 venne assunta dalla Lions Gate Entertainment come direttrice di produzione, producendo i tre film di Hunger Games. Shearmur fondò una casa di produzione, la Allison Shearmur Productions, la quale, nel 2017, ha prodotto il film per la televisione Dirty Dancing.
La Shearmur si spense il 19 gennaio 2018 al Ronald Reagan UCLA Medical Center di Los Angeles all'età di 54 anni, per cancro al polmone.

## Vita privata
Shearmur è stata sposata col compositore Edward Shearmur, dal quale ebbe due figli.

## Filmografia

### Produttrice

#### Cinema
- Stop-Loss, regia di Kimberly Peirce (2008)
- Abduction - Riprenditi la tua vita, regia di John Singleton (2011)
- Hunger Games, regia di Gary Ross (2012)
- Che cosa aspettarsi quando si aspetta, regia di Kirk Jones (2012)
- Hunger Games - La ragazza di fuoco, regia di Francis Lawrence (2013)
- Hunger Games - Il canto della rivolta - Parte 1, regia di Francis Lawrence (2014)
- Cenerentola, regia di Kenneth Branagh (2015)
- Sognare è vivere, regia di Natalie Portman (2015)
- Hunger Games - Il canto della rivolta - Parte 2, regia di Francis Lawrence (2015)
- PPZ - Pride + Prejudice + Zombies, regia di Burr Steers (2016)
- Nerve, regia di Henry Joost e Ariel Schulman (2016)
- Rogue One: A Star Wars Story, regia di Gareth Edwards (2016)
- Power Rangers, regia di Dean Israelite (2017)
- Solo: A Star Wars Story, regia di Ron Howard (2018)
- L'unico e insuperabile Ivan (The One and Only Ivan), regia di Thea Sharrock (2020)
- Chaos Walking, regia di Doug Liman (2021)

#### Televisione
- The Clan of the Cave Bear, regia di Pierre Morel (2015)
- Dirty Dancing, regia di Wayne Blair (2017)